# Lina
Lina – elastyczne cięgno mogące przenosić głównie siły rozciągające. W niektórych przypadkach przenosi również siły poprzeczne (np. jako prowadnica w górniczych wyciągach szybowych).

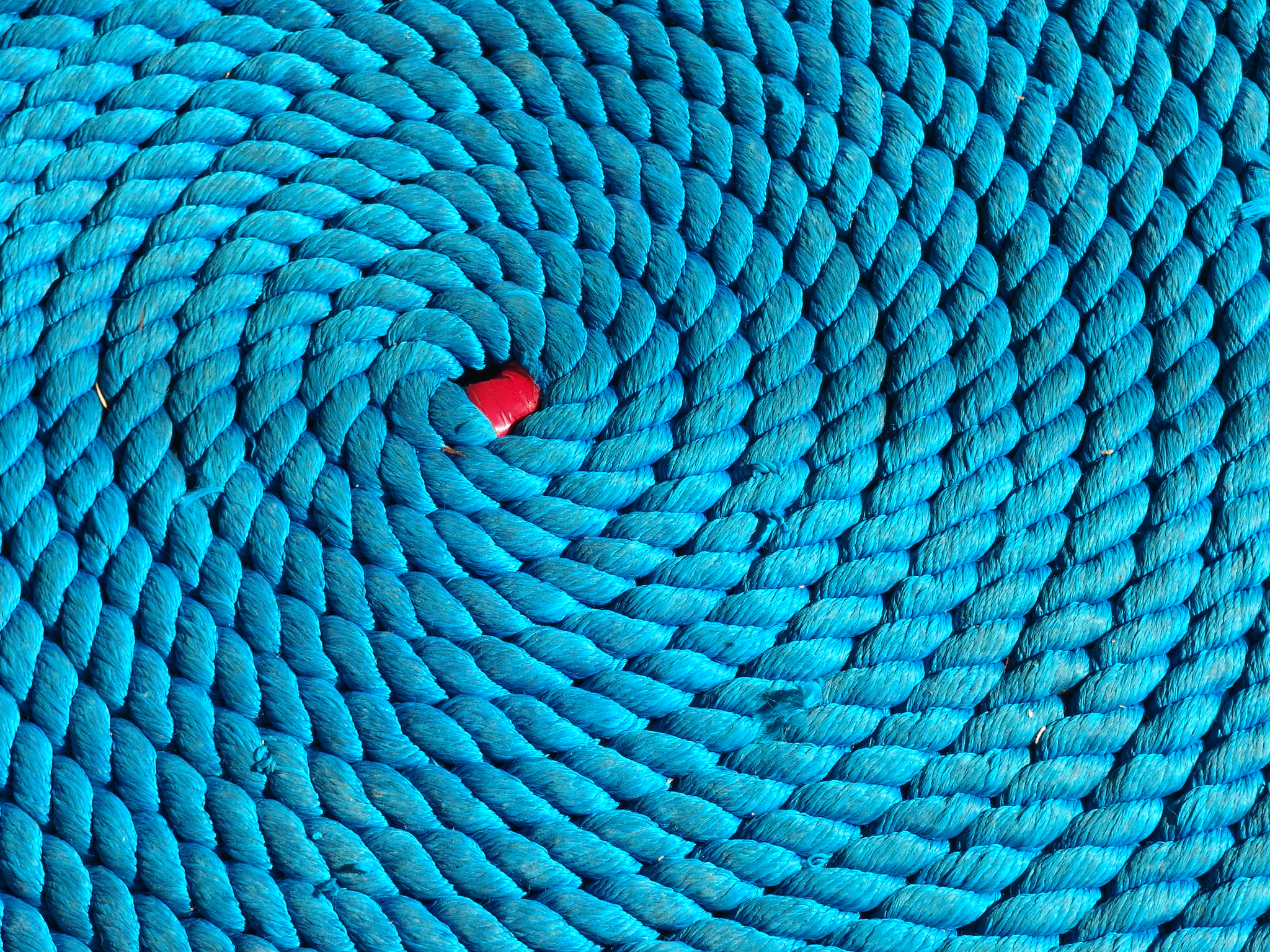

Elementami liny są skręcone (zawite) śrubowo druty (włókna) lub żyły ze skręconych uprzednio drutów (włókien), albo liniska ze skręconych uprzednio żył. Przeważnie wewnątrz znajduje się rdzeń. Lina może być też splatana lub zszywana, z linisk lub żył.
Lina połączona swoimi końcami (np. poprzez splecenie) tworzy linę bez końca mającą zastosowanie np. w transporcie linowym.
Liny mogą być wykonane z różnych materiałów i najczęściej są to:
- liny włókienne (powróz) z materiałów pochodzenia roślinnego - surowcem zazwyczaj są włókna pochodzące z roślin włóknistych takich jak - len, konopie, juta, sizal, manila i inne;
- liny skórzane - splatane z rzemieni skórzanych;
- liny włókienne z tworzyw sztucznych - skręcane lub plecione (z rdzeniem lub bez) - zwykle poliamidowe, poliestrowe, nylonowe lub z innego tworzywa;
- liny stalowe - skręcane ze stalowych drutów;
- liny włókiennostalowe - składające się z obu materiałów.

Przekrój liny stalowej

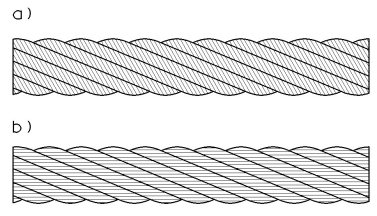
Rodzaje lin:
a) lina współzwita
b) lina przeciwzwita

Lina stalowa zwykle składa się z żył skręconych śrubowo wokół rdzenia. Rdzenie wykonane są z włókien roślinnych, tworzyw sztucznych lub ze splotki stalowej. W linach dwuskrętnych każda żyła skręcona jest z pewnej ilości drutów (np. 19 lub 37).
Liny stalowe dwuskrętne dzielą się na:
- liny przeciwzwite – w których druty w żyłach zwite są w przeciwnym kierunku niż żyły. Liny takie charakteryzują się mniejszą tendencją do samorozwijania się i są sztywniejsze niż liny współzwite.
- liny współzwite – w których druty w żyłach zawite są w tym samym kierunku co same żyły. Liny takie mają tendencje do samorozwijania się, lecz są bardziej elastyczne i mają większą wytrzymałość na zużycie zmęczeniowe.